# Mafia italiana e appalti
Il rapporto tra mafia italiana e appalti è stato fondamentale nella costruzione del potere della mafia in Italia, soprattutto per quanto riguarda la gestione illecita del sistema di aggiudicazione degli appalti pubblici in tutte le regioni d'Italia da parte di Cosa Nostra, 'Ndrangheta, Camorra e delle altre mafie italiane.
Questa attività mafiosa è servita sia per l'accumulo di enorme ricchezza sia per esercitare il controllo prepotente e sovente violento sul territorio. Infatti il controllo degli appalti pubblici è utilizzato dai delinquenti mafiosi per fornire lavoro nero ai suoi affiliati, eludendo l'autoregolamentazione sindacale dei rapporti di lavoro. In questo modo viene messo sotto controllo non solo l'appalto ma anche la gestione del lavoro e la speculazione sull'acquisto delle materie prime.
Ha anche favorito la corruzione nelle pubbliche amministrazioni e ha accresciuto, con il voto di scambio, l'associazione della classe politica con i gruppi mafiosi.
La corruzione perpetrata riguarda anche quelle persone che dovrebbero controllare la qualità delle opere pubbliche a fine lavori. Il gettito di denaro pubblico di cui i criminali si sono appropriati attraverso gli appalti pubblici ha contribuito sia a finanziare il sistema mafioso con denaro pulito, che a riciclare il denaro sporco.

## Metodo
A partire dagli anni del boom economico, le mafie tradizionali (Cosa Nostra, Camorra e 'Ndrangheta), fino ad allora caratterizzate da un rapporto parassitario con le imprese operanti sul loro territorio (ad es. attraverso l'imposizione del pizzo o della guardiania), iniziarono a diventare esse stesse imprese commerciali: il mafioso diventa imprenditore e inizia ad operare in regime di quasi monopolio, sfruttando il vantaggio rappresentato dall'appartenenza alle organizzazioni mafiose.
Secondo il magistrato Luigi Patronaggio (che a lungo si è occupato di indagini in materia di appalti gestiti da Cosa Nostra), il mafioso-imprenditore può inserirsi nella gestione di appalti pubblici in tre modalità:
1. Appalti direttamente controllati dall'associazione mafiosa, solitamente lavori di piccola o media dimensione indetti da Enti locali, in cui l'organizzazione impone le direttive agli imprenditori, ai politici e ai pubblici amministratori coinvolti e stabilisce l'ammontare delle tangenti da versare;
2. Appalti gestiti da imprenditori mediante accordi illeciti con i politici e i pubblici amministratori, solitamente grandi opere pubbliche decise al di fuori dell'ambito regionale, in cui il ruolo dell'organizzazione mafiosa si limita all'imposizione del pizzo o di ditte "amiche" per la concessione dei subappalti;
3. Appalti gestiti da imprenditori che richiedono l’intervento dell'associazione mafiosa, solitamente per eliminare la concorrenza di altre imprese con metodi violenti ed intimidatori tipici delle mafie[6].

Durante tutte le fasi dell'appalto, le organizzazioni mafiose cercano di ricorrere alla violenza il meno possibile, per non destare l'attenzione delle autorità e si cerca un approccio più corruttivo che prepotente o violento.
I fondi occulti destinati alle tangenti per i politici e gli amministratori vengono spesso prodotti con l'emissione di fatture false per operazioni inesistenti. A sua volta, il profitto derivato dall'esecuzione dei lavori serve all'organizzazione criminale per essere reinvestito nell'economia legale o in nuove attività illecite.

## Casi famosi

### Criminalità a Roma

#### Cosa Nostra Beach
Il lido di Ostia (Roma) è soggetto ad appalti criminali da parte di clan mafiosi che si accaparrano aree demaniali e stabilimenti balneari per mezzo della corruzione di pubblici ufficiali, a favore di imprenditori associati ai clan mafiosi. Nel giro di 10 anni, dal 2003 ad oggi, è stata denunciata la presenza di infiltrazioni di stampo mafioso che dal porticciolo di Ostia si sono addentrate sino all'economia di Roma tramite le famiglie mafiose dei Triassi, dei Fasciani, dei Casamonica, dei D'Agati, degli Spada e del clan camorristico Senese.

#### Informativa della Guardia di Finanza di Ostia del 2003
Nel 2003, a Ostia, un'informativa della Guardia di Finanza parlava dell'attività di Fabrizio Sinceri, associato al sistema mafioso, come uomo di collegamento con i fratelli Vito e Vincenzo Triassi. Fabrizio Sinceri con la società Faber Beach costruì una florida attività criminale turistico commerciale sul litorale ostiense. Questa indagine fu bloccata da una serie di esposti anonimi contro le forze di polizia, accusate di aver incassato illegittimamente del denaro, accuse negli anni rivelatesi false.
L'informativa di circa 40 pagine con le descrizioni dettagliate di cosa stava accadendo a Ostia nel 2003, con grafici che evidenziavano i collegamenti delle famiglie mafiose operanti sul litorale, fu fatta insabbiare dalla Mafia romana attraverso le sue connessioni con il mondo della politica e dell’impresa, dal clan Cuntrera-Caruana e dal clan Caldarella. Santo Caldarella, misteriosamente scomparso, che ha due figlie che sono mogli dei fratelli Triassi, era il principale indagato. A partire dal 28 marzo 2003 il gruppo d'indagine fu smembrato. Al suo posto iniziò un depistaggio con l'indagine denominata Anco Marzio, la quale impiegò 6 milioni di euro senza dimostrare nulla. Nel 2010 Massimo Callari, maresciallo della Guardia di Finanza presso lo scalo aereo di fiumicino  era una gramigna all'interno della G. di F. coinvolgendo poliziotti e finanzieri come l'appuntato della Guardia di Finanza Marciano Pasquale, anch'esso in servizio presso lo scalo aereo e l'Ispettore Capo della Polaria Fiumicino Francesco Mostarda e un  ex poliziotto in pensione dentro un gioco che ha fatto transitare un quantitativo imprecisato di sostanza stupefacente  poiché non vi furono sequestri. Tutto si basò sulle dichiarazioni dei Finanzieri Massimo Callari e del Pasquale Marciano dopo il loro arresto . La cocaina veniva introdotta dall'aeroporto di Fiumicino, corrompendo i funzionari, aspetti della vicenda che lasciano molti interrogativi sul livello di sicurezza dell'aeroporto romano.

#### Operazione Nuova Alba
Il 27 luglio 2013, a Roma, la squadra mobile con l'operazione Nuova Alba, arresta 51 persone per associazione a delinquere di stampo mafioso. Nel controllo del Porto Turistico di Roma, i mafiosi si sono serviti di imprenditori al di sopra di ogni sospetto.

#### Operazione Tramonto
Il 4 marzo 2014, a Ostia, la squadra mobile con l'operazione Tramonto, arresta 16 persone per associazione a delinquere di stampo mafioso e trasferimento fraudolento di beni. In particolare Carmine Fasciani si era insinuato e stabilito nell'economia legale di Roma, per mezzo della costituzione, per il tramite di prestanome, di molte società operanti nel settore della ristorazione, della gestione di stabilimenti balneari, delle discoteche e della rivendita e noleggio di autovetture. Le società di balneazione sequestrate sono Settesei, Rapanui, Yogusto, Mpm, Dafa, Sand, Kars. Le operazioni condotte sul litorale romano con l'operazione Tramonto sono state di fondamentale importanza per rilanciare la parte sana dell'imprenditoria locale che non si piega e continua produrre per la città di Roma e per ripristinare la legalità, per cancellare le presenze malavitose che negli anni si sono insediate sul litorale romano, così come su tutto il territorio nazionale.

#### Appalti illeciti per stabilimenti balneari
Il 4 novembre 2014 a Ostia, la polizia, i carabinieri e la guardia costiera, hanno scoperto in una indagine congiunta, appalti illeciti e tangenti per gli stabilimenti balneari del litorale. In particolare Aldo Papalini, direttore dell'ufficio tecnico e dell'unità operativa ambiente del XIII municipio aveva revocato la concessione di balneazione dello stabilimento balneare Orsa maggiore al Cral delle Poste e lo aveva riaffidato alla società Blu Dream i cui soci erano Cosimo Appeso, luogotenente della Marina militare e Carmine Spada. È stato arrestato Armando Spada, del clan Spada, associato ai Fasciani, egemone nel territorio di Ostia.